# Apastovskij rajon
L'Apastovskij rajon (in russo Апастовский район?, in tataro: Апа́с районы́) è un municipal'nyj rajon della Repubblica Autonoma del Tatarstan, in Russia. Istituito il 10 agosto 1930, occupa una superficie di 1 047,5 chilometri quadrati, conta 19 093 abitanti ed è suddiviso in un insediamento urbano e 21 comuni rurali. Il capoluogo è l'insediamento di tipo urbano di Apastovo. Il maggior fiume del distretto è lo Svijaga.